# Tonna melanostoma
Tonna melanostoma is een slakkensoort uit de familie van de Tonnidae. De wetenschappelijke naam van de soort is voor het eerst geldig gepubliceerd in 1839 door Jay.